# Presidente federale dell'Austria
Il presidente dell'Austria (in tedesco: Österreichischer Bundespräsident, letteralmente "presidente federale austriaco") è il capo dello stato federale dell'Austria. Anche se teoricamente la Costituzione gli affida un grande potere, nella pratica la maggior parte delle sue funzioni sono semplicemente cerimoniali. A norma dell'articolo 60, comma 5 della Costituzione federale il presidente federale d'Austria è eletto direttamente a suffragio universale una volta ogni sei anni, rinnovabili una sola volta. La residenza del presidente si trova nell'ala leopoldina del palazzo Imperiale dell'Hofburg, a Vienna.
Accanto ai ministri federali, segretari di Stato ed i membri dei governi statali è uno degli organi supremi dell'esecutivo a norma dell'articolo 19 comma 1 B-VG.
Dal 26 gennaio 2017 il Presidente federale è Alexander Van der Bellen, del partito dei Verdi.

## Storia
Prima del crollo del multinazionale impero austro-ungarico alla fine della prima guerra mondiale, quello che oggi è la Repubblica d'Austria aveva fatto parte di una monarchia con un imperatore come suo capo di Stato e capo dell'esecutivo. L'impero cominciò a frantumarsi alla fine del 1917 disintegrandosi manifestamente in diversi stati nazionali indipendenti nel corso dell'anno successivo. A partire dal 21 ottobre 1918, i parlamentari del Consiglio imperiale che rappresentavano le province etnicamente tedesche dell'impero formarono un'assemblea nazionale provvisoria per il loro rimanente stato paralizzato. Essi nominarono loro leader il veterano Karl Seitz, come uno dei suoi tre presidenti in gran parte coeguali (21 ottobre 1918 - 16 febbraio 1919). Come presidente, anche lui diventò un membro (ex officio) del Consiglio di Stato austriaco (Deutschösterreichischer Staatsrat).
I presidenti (Seitz, Franz Dinghofer e Johann Nepomuk Hauser) continuarono a fungere come capi dello stato fino al 4 marzo 1919, quando l'Assemblea nazionale costituente assunse collettivamente queste funzioni. Anton David (4 marzo 1919 - 5 marzo 1919) e Seitz (5 marzo 1919-10 novembre 1920) furono presidenti dell'Assemblea nazionale costituente.
Il 12 novembre 1918, il Consiglio di Stato assunse collettivamente le funzioni di capo di Stato in base a una risoluzione dell'Assemblea nazionale. Dopo il rifiuto formale dell'imperatore Carlo I di esercitare la massima autorità dello Stato (non è stata un'abdicazione: ".. Ich verzichte auf jeden Anteil an den Staatsgeschäften. Gleichzeitig enthebe Ich Meine österreichische Regierung ihres Amtes.") l'11 novembre, il Parlamento proclamò la Repubblica dell'Austria tedesca.
Durante le deliberazioni sulla Costituzione federale i cristiano-sociali insistettero principalmente su un capo di Stato separato. Infatti, come detto sopra, era l'Assemblea nazionale costituente a esercitare tali funzioni. Mentre i socialdemocratici, invece preferivano una variante in cui il Consiglio nazionale avrebbe dovuto assumersi i compiti del capo dello stato perché non volevano creare alcun "imperatore sostituto".
Allora come compromesso per il presidente, si decise la creazione di un capo dello Stato separato con poteri molto esigui. Il presidente federale veniva eletto dall'Assemblea federale.

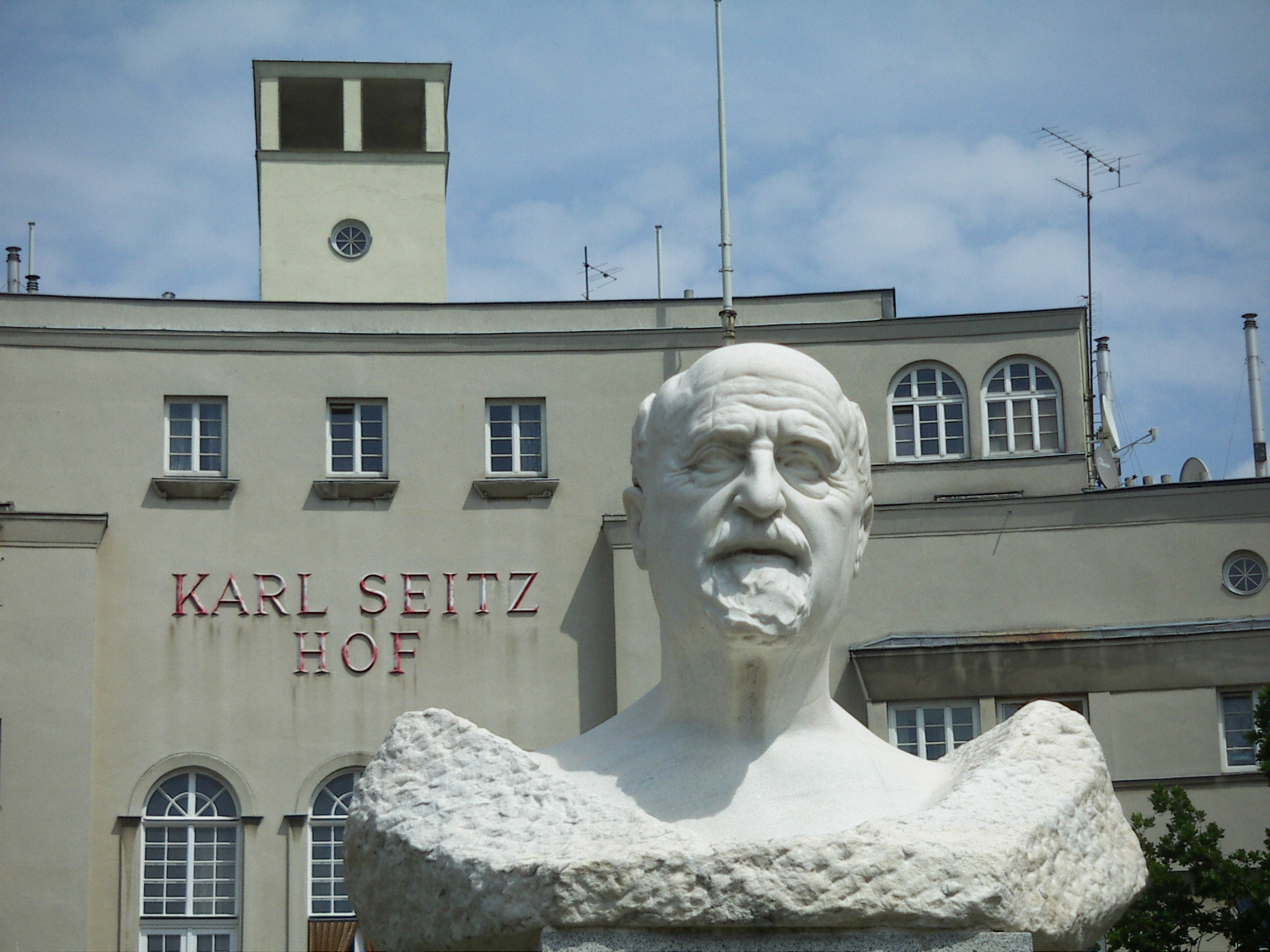
Busto del primo presidente federale, Karl Seitz

Karl Seitz svolse le funzioni di capo di Stato secondo la legge del 1º ottobre 1920, che trasferiva le sue funzione verso l'"ex presidente dell'Assemblea nazionale costituente" per il periodo dal 10 novembre 1920, fino al giorno del giuramento del primo presidente della Confederazione il 9 dicembre 1920. Dal momento che l'Austria non aveva finalizzato la sua decisione di strutturarsi come una federazione prima dell'attuazione formale della Costituzione definitiva dell'Austria il 1º ottobre 1920, riferirsi a Seitz come presidente federale sarebbe inesatto. Il primo vero Bundespräsident dal punto di vista formale è stato Michael Hainisch, immediato successore di Karl Seitz. In una nota correlata, molte fonti popolari citano qualche data più o meno casuale tra l'ottobre 1918 e il marzo 1919 come l'inizio della permanenza in carica di Seitz. Mentre molte sono semplicemente fuorvianti, altre sono chiaramente errate: anche se Seitz fu nominato presidente dell'Assemblea nazionale provvisoria, nell'ottobre 1918, sarebbe stato impossibile per lui essere presidente della repubblica austriaca in quel mese, in quanto la repubblica non era stata ancora proclamata.
La costituzione federale originariamente definiva l'Austria un prototipo di repubblica parlamentare assegnando il potere esecutivo così come il potere legislativo quasi completamente al Parlamento. Il governo era nominato dal Consiglio nazionale piuttosto che dal presidente federale, che a sua volta era eletto dall'Assemblea federale e non dal popolo. Il termine del mandato presidenziale era di quattro anni, anziché di sei anni. Il presidente era responsabile verso l'Assemblea federale e, in particolare, non aveva alcun potere di scioglimento del Consiglio nazionale. Non avendo nemmeno molta influenza reale sulla nomina dei giudici della Corte costituzionale, il presidente dell'Austria tutto sommato svolgeva funzioni quasi esclusivamente cerimoniali. Fu sotto questo quadro costituzionale che Michael Hainisch e Wilhelm Miklas si insediarono rispettivamente il 9 dicembre 1920 e 10 dicembre 1928.
Il sistema parlamentare previsto dalla Costituzione era fortemente impopolare, però, il movimento autoritario Heimwehr evolse nel corso del 1920. L'Heimwehr era a favore di un sistema che concedesse più poteri a il capo dello Stato e, alla fine, sotto tale pressione l'establishment politico emanò un emendamento che andava in questa direzione.
Dal 7 dicembre 1929, la costituzione predispose, per la carica di presidente della repubblica austriaca, come compromesso per evitare l'introduzione di un sistema schiettamente presidenziale, l'elezione diretta con mandato di sei anni, il potere di nominare il cancelliere federale e su sua proposta i ministri del governo. Introducendo, inoltre, una risoluzione legale del presidente per il Consiglio nazionale. (Art.29) B-VG
Quel che restava, comunque, era il legame di proposta e controfirma.
Prima di una qualsiasi elezione popolare però, una coalizione del movimento Heimwehr e Partito-cristiano sociale demolirono del tutto il parlamentarismo austriaco, annullando formalmente la costituzione il 1º maggio 1934.
Anche se l'Austria si era trasformata in una dittatura in nome di tutti, il potere si concentrò nelle mani del cancelliere, e non in quelle del presidente.
Wilhelm Miklas tornato a essere del tutto impotente accettò di fungere, comunque, da foglia di fico della continuità istituzionale. Egli rimase tecnicamente in carica fino al 13 marzo 1938, il giorno in cui l'Austria venne annessa alla Germania nazista, perdendo di conseguenza la sua sovranità.
Quando l'Austria si ricostituì come nazione indipendente, il 27 aprile 1945, i leader dei partiti che formano il governo provvisorio decisero di non formulare una nuova costituzione, tornando più semplicemente a quella del 1920, come modificata nel 1929. Anche se quella revisione era ancora un po' controversa, a quel punto, faceva parte del più recente quadro costituzionale dell'Austria, dandogli almeno qualche necessaria forma di legittimità democratica, specialmente perché i presidenti dei partiti avevano paura che una lunga discussione avrebbe potuto provocare una reazione dell'Armata Rossa.
La costituzione così emendata tornò in vigore il 1º maggio, quindi includendo l'elezione per voto popolare del presidente. Dopo le elezioni del Consiglio nazionale del novembre 1945, tuttavia, l'Assemblea Nazionale sospese temporaneamente tale disposizione insediando, a partire dal 20 dicembre, Karl Renner come presidente. La sospensione in questione era motivata principalmente dalla mancanza di denaro: nessun tentativo fu mai fatto per prolungarlo, e il benigno settantenne Renner era universalmente rispettato come capo provvisorio dello Stato.
A partire dal successore di Renner, Theodor Körner, tutti i presidenti federali d'Austria, sono stati eletti dal popolo.
Il suo status giuridico e le attività sono in linea di principio maggiori di quelle del Presidente federali della Germania e della Svizzera. In pratica, il presidente federale della Seconda Repubblica, esercita con moderazione esercitando focalizzandosi sui suoi doveri cerimoniali, questo viene indicato come il "ruolo di rinuncia".
in queste circostanze l'autorità del presidente dipende, soprattutto, dalla loro personalità.

## Elezione
Il presidente d'Austria è eletto con voto popolare per un mandato di sei anni ed è limitato a due mandati consecutivi. Il voto è aperto a tutte le persone aventi diritto al voto alle elezioni parlamentari, che in pratica significa che il suffragio è universale per tutti i cittadini austriaci dall'età di sedici anni che non siano stati condannati per una pena detentiva di oltre un anno di reclusione. Costoro riacquistano il diritto di voto sei mesi dopo la loro scarcerazione.
Con l'eccezione dei membri di qualsiasi governo e delle ex case regnanti (una misura di precauzione contro il ristabilimento della monarchica, e soprattutto indirizzato ai membri della Casa d'Asburgo), chiunque abbia diritto di voto alle elezioni del Consiglio nazionale e abbia almeno 35 anni di età, può essere eletto alla carica di presidente.
Il presidente è eletto con un sistema a doppio turno. Ciò significa che se nessun candidato riceve la maggioranza assoluta (cioè il 50% più un voto) dei voti espressi al primo turno, poi una seconda votazione nella quale partecipano solo i due candidati che hanno ricevuto il maggior numero di voti al primo turno. Tuttavia la Costituzione prevede inoltre che il gruppo che nomina uno di questi due candidati può nominare un candidato alternativo al suo posto nel secondo turno. Se c'è un solo candidato in un'elezione presidenziale, all'elettorato è concessa l'opportunità di accettare o rifiutare il candidato in un referendum.
Mentre il presidente rimane in carica non può appartenere ad un organismo eletto o detenere altra occupazione.

## Giuramento
L'articolo 62 della Costituzione federale prevede che il presidente federale deve eseguire il seguente giuramento o affermazione di ufficio, alla presenza dell'Assemblea federale (anche l'aggiunta di un'asseverazione religiosa è ammissibile):
Io prometto solennemente che farò osservare fedelmente la Costituzione e tutte le leggi della Repubblica e di compiere il mio dovere al meglio delle mie conoscenze.

## Atti del presidente

### Nozioni di base
Gli atti del presidente federale si chiamano risoluzioni. Esse in genere richiedono la controfirma (vedi sotto). Mentre nella nomina e giuramento del nuovo governo, noto come a certificato di nomina, richiede la destituzione di tutto governo precedente, dovendo solo preoccuparsi di portarlo a conoscenza.

### Vincolo di proposta e controfirma
Anche se per la Costituzione federale, garantisce al presidente ampi poteri tale capacità di agire è limitata dalla proposta e dalla controfirma (art. 67 B-VG). Ciò significa che il presidente federale fondamentalmente può agire solo su raccomandazione del governo (o di un ministro federale autorizzato dal governo federale). Inoltre, la maggior parte degli atti del presidente federale è valida solo se controfirmati dal cancelliere o il ministro federale competente. Questo limita considerevolmente la capacità d'azione autonoma del presidente, Le eccezioni a questo vincolo, attraverso disposizioni costituzionali, sono solamente due (le due eccezioni al vincolo di proposta si legano anche alla proposta di organi diversi dal Governo federale o di un ministro federale).
Le seguenti leggi del presidente federale non richiedono alcuna proposta:
- la nomina del cancelliere federale (articolo 70, comma 1 B-VG)
- la destituzione del cancelliere federale o dell'intero Governo federale (art. 70 comma 1 B-VG, è quello di respingere singoli ministri, tuttavia, solo su proposta del cancelliere federale richiedente)
- la nomina di un governo ad interim (art. 71 B-VG)
- il giuramento del cancelliere federale, i ministri federali, segretari di Stato, governatori, ecc[3]
- la proposta è il giuramento dei comandanti del comando supremo dell'esercito[3]
- La teoria e la prassi prevalenti nelle attività preposte dal principio della rappresentanza[3]

Le seguenti leggi del presidente federale non necessitano di controfirma:
- il licenziamento del Governo federale (art. 70 comma 1 B-VG)
- il licenziamento dei singoli ministri federali[3] (Ai sensi dell'articolo 70 della Costituzione federale richiede che sia il cancelliere proponente, ma senza formale controfirma)
- la convocazione di una sessione straordinaria del Consiglio nazionale (art. 70 comma 2 B-VG)
- disposizioni e attuazioni di decisioni della Corte di giustizia costituzionale (art. 146 comma 2 B-VG)

## Competenze

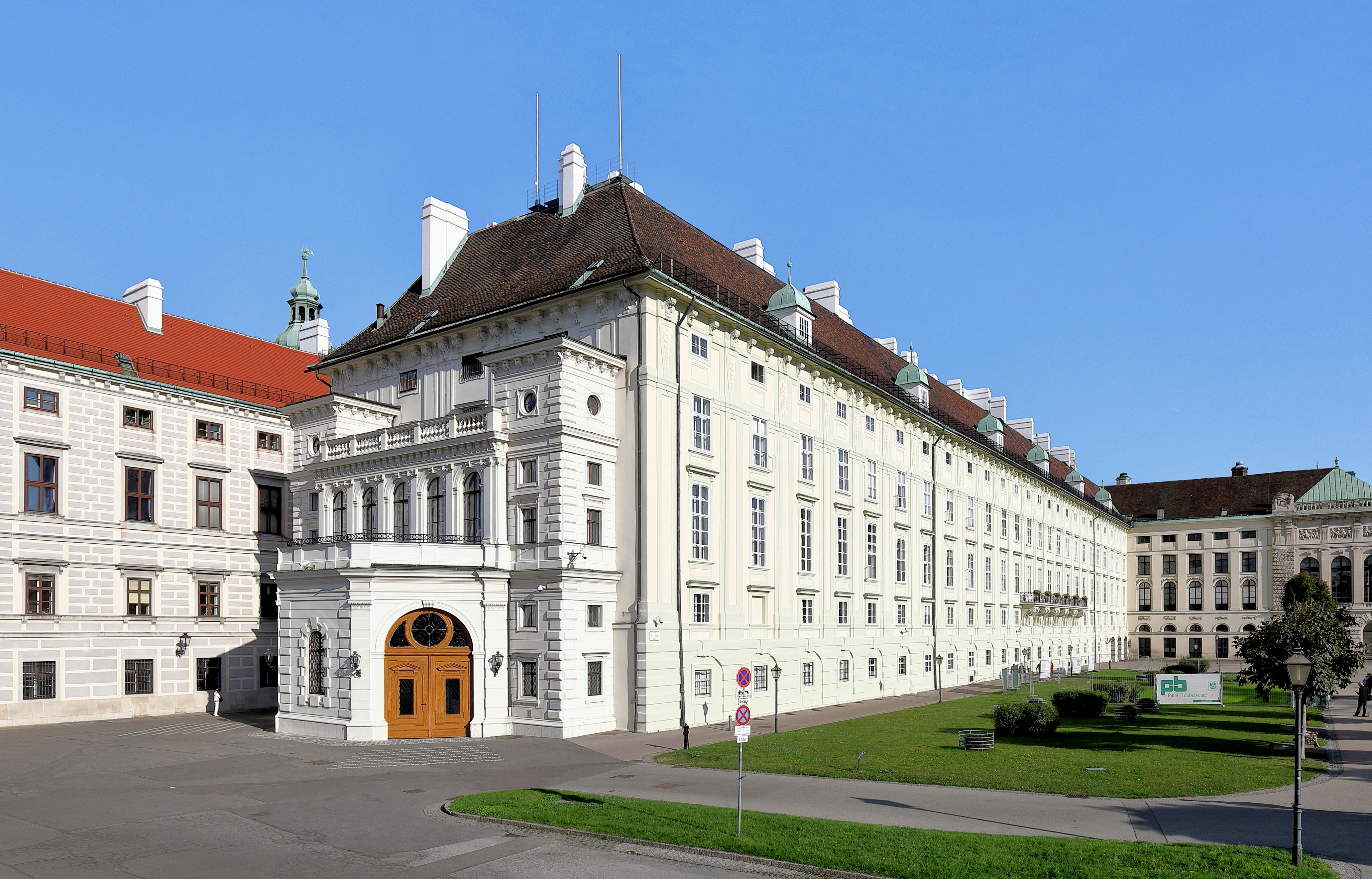
Uffici presidenziali nell'ala leopoldina di Hofburg

### Nomina del governo federale
Il presidente federale nomina ai sensi dell'articolo 70, comma 1 B-VG il cancelliere federale, che a sua volta propone gli altri membri del Governo federale e segretari di Stato.
La nomina del cancelliere federale da parte del presidente federale non è legalmente vincolata da alcuna normativa.
Tuttavia, poiché il Consiglio nazionale con una mozione dei singoli membri del Governo federale o dell'intero governo può revocargli la fiducia in qualsiasi momento, il presidente federale nella pratica politica, è costretto a prendere in considerazione la maggioranza in parlamento.
Fino al 2000 c'era una legge non scritta che il presidente federale dopo le nuove elezioni del Consiglio nazionale incaricava per la formazione del Governo federale il principale candidato
del primo partito per consenso elettorale.
Tuttavia, come dimostrato nella formazione del governo nel 2000, il presidente può contro una maggioranza del Consiglio nazionale imporre, se ritiene opportuno, un governo stabile.
L'iniziativa di formare un governo può, pertanto, esclusivamente provenire dai partiti interessati.
Dato che i singoli membri del governo federale saranno nominati da parte del presidente, su proposta del cancelliere federale, questi può rifiutare di nominare anche i singoli ministri federali o segretari di stato.
Finora sono stati solo tre i casi in cui un presidente federale si è rifiutato di nominare i candidati proposti per il governo. Una volta Karl Renner respinse la rinomina di un ministro federale sotto indagine di corruzione. Un'altra volta Thomas Klestil rifiutò di nominare due ministri federali. Contro uno di loro al momento della formazione del governo era in corso un procedimento penale, l'altro a causa dalle sue dichiarazioni estremamente xenofobe durante la campagna elettorale.

### Dimissioni del governo federale
Ai sensi dell'art 70 comma 1 B-VG può imporre le dimissioni di tutto il governo federale oppure del solo cancelliere federale, senza essere vincolato a una proposta del Governo federale.
Egli può pertanto respingerla a sua esclusiva discrezione. Solo nel caso di dimissioni dei singoli membri del Governo federale è necessaria una proposta del cancelliere federale. Fino ad oggi, le dimissioni di tutto il governo contro la sua volontà non si sono mai verificate.

### Scioglimento del Consiglio nazionale
Ai sensi dell'articolo 29 comma 1 B-VG, il presidente federale può sciogliere il Governo federale, su richiesta del Consiglio nazionale, ma solo una volta per la medesima ragione.
Le conseguenze giuridiche di scioglimento del parlamento da parte del presidente sono diverse da quelle di auto-scioglimento del Parlamento.
Qualora il legislatore con delibera del Capo dello Stato termina il suo mandato, il Consiglio nazionale è sciolto con effetto immediato, e quindi incapace di agire.
La sottocommissione permanente del Consiglio nazionale rimane come comitato d'emergenza per lo meno, fino alla prima riunione del nuovo Consiglio nazionale. In precedenza, il presidente poteva adottare, se era il caso, decreti con il suo consenso e su richiesta del Governo federale.
Nel caso di auto-scioglimento il vecchio Consiglio nazionale rimane riunito fino alla prima riunione di quello nuovo.
Finora, solo Wilhelm Miklas nel 1930 sciolse il Consiglio nazionale dopo che i cristiano-sociali ei loro partner di coalizione avevano la maggioranza parlamentare.
Inoltre, poiché le seguenti elezioni nazionali non erano andate nell'interesse del governo - che aveva corso all'elezione, perdendole -lo strumento di scioglimento presidenziale del Parlamento non venne più applicato.

### Scioglimento di un parlamento regionale
A norma dell'articolo 100 comma 1 B-VG, il presidente federale può sciogliere, su richiesta del governo federale e con il consenso del Bundesrat ogni parlamento locale.
Però come per lo scioglimento del Consiglio nazionale può scioglierlo solo una volta per lo stesso motivo.
Il Bundesrat deve approvare la delibera con la presenza della metà dei membri e con la maggioranza dei due terzi dei voti espressi. I rappresentanti del Land, la cui Dieta deve venire sciolta, non possono partecipare alla votazione.
Lo scioglimento di un parlamento è una diretta interferenza nella autonomia della autonomia federale dei Länder.
Si tratta di una procedura esecutiva a livello nazionale. È come nel caso dello scioglimento del Consiglio nazionale, il presidente federale li scioglie su istanza del Governo federale.

### Ratifica delle leggi
Secondo l'articolo 47 comma 1 B-VG, la promulgazione delle leggi federali in conformità alla Costituzione federale è sancita con la firma del presidente federale.
Il presidente federale svolge anche funzioni di controllo e garanzia per quanto riguarda la costituzionalità delle leggi.
Quando il presidente federale ritiene che una legge presenti requisiti di grave e manifesta incostituzionalità egli si può rifiutare di ratificarla. Ciò capitò solo una volta, quando Heinz Fischer rifiutò di firmare una legge che conteneva una disposizione riguardante una pena retroattiva.
Se il presidente federale si rifiutasse di ratificare una legge con tutti i requisiti di costituzionalità, questo potrebbe portarlo a un atto d'accusa di fronte alla Corte di giustizia costituzionale.

### Comandante supremo delle forze armate federali
Con la modifica dell'articolo 80 della Costituzione federale nel 1929, il comando supremo delle forze armate è passato dal comitato centrale del Consiglio nazionale al presidente federale. La competenza è la natura del comando è piuttosto formale.
Il presidente di solito non ha diretto comando e autorità. Egli può ordinare il reclutamento straordinario e dispone di un diritto generale alle informazioni.
Nel caso di una decisione della Corte di giustizia costituzionale il capo di Stato può avvalersi appieno delle forze armate.

### Rappresentanza esterna dell'Austria
Il presidente federale rappresenta la Repubblica d'Austria - nella sua interezza come soggetto di diritto internazionale - verso l'estero e conclude i trattati (Art. 65 comma 1 B-VG), che richiedono, a norma dell'articolo 50 B-VG, il consenso del Parlamento. Quando l'Austria ha aderito all'UE c'erano discrepanze tra il presidente federale e il cancelliere federale, al quale è permesso di rappresentare l'Austria nel Consiglio dell'Unione europea. Materialmente, l'opzione giuridica è stata accettata dal cancelliere federale, l'ex presidente federale Thomas Klestil era del parere che egli aveva delegato tale diritto soltanto al cancelliere federale.

### Poteri d'emergenza
Il presidente è, a norma dell'articolo 18, paragrafo 3 B-VG, autorizzato, "per evitare un danno irreparabile alla comunità", in un momento in cui il Consiglio nazionale non è in sessione o non può essere riunito in tempo, su richiesta del Governo federale e con il consenso del sottocomitato permanente del Comitato principale del Consiglio Nazionale di cambiare la legge o di emanare decreti legge.
Le normative d'emergenza non possono cambiare la costituzione e altre importanti disposizioni. Una volta che il Consiglio Nazionale si riunisce di nuovo, deve confermare la legge, o - se il Consiglio nazionale rifiuta questo - annullarlo immediatamente. Il decreto d'emergenza non è ancora stato applicato.

### Esecuzione delle sentenze della Corte di giustizia costituzionale
L'articolo 146 comma 2 B-VG, prevede che l'esecuzione delle sentenze della Corte di giustizia costituzionale che non riguardano diritti soggettivi ha luogo a cura del presidente federale. Essa viene attuata secondo le sue direttive, da parte degli organi federali o provinciali, da questi incaricati, compreso l'Esercito federale. La richiesta di esecuzione ditali sentenze dev'essere indirizzata dalla Corte di giustizia costituzionale al presidente federale. Le direttive del presidente federale sopra ricordate, se si tratta di esecuzione nei confronti della Federazione o di organi federali, non richiedono alcuna controfirma ai sensi dell'articolo 67 B-VG.

### Poteri di nomina del personale dello Stato
Il presidente federale spetta la nomina di dipendenti federali, tra cui ufficiali dell'esercito, giudici e rappresentanti consolari della repubblica all'estero, e di alti funzionari federali come pure l'attribuzione ad essi delle qualifiche ai sensi dell'articolo 65 comma 1, B-VG.
Il presidente federale può attribuire ai competenti membri del Governo federale il potere, a lui spettante, di nominare determinate categorie di funzionari federali ed autorizzarli a trasferire ulteriormente, da parte loro, questo potere, per determinate categorie di dipendenti federali, ad organi loro sottostanti.
Gli organi supremi sono essi stessi nominati dal presidente (articolo 65 comma 2 lettera a B-VG). Secondo l'articolo 147 capoverso 2 B-VG, nomina i giudici della Corte di giustizia costituzionale.
Il presidente nomina: il vicepresidente, sei membri e tre membri supplenti, su raccomandazione del governo, tre membri effettivi e due membri supplenti indicati dal Consiglio nazionale e da tre membri e un membro supplente nominato dal Bundesrat.

### Altri diritti
Il presidente federale detiene altri poteri, che di solito appartengono alle prerogative di un capo di stato, tra cui:
- conferimento di titoli onorifici, di gratifiche straordinarie, di benefici e pensioni straordinarie, diritti di nomina o di conferma ed altre attribuzioni in materia di pubblico impiego ai sensi dell'articolo 65 capoverso 2 lettera a della costituzione federale;
- la creazione e il conferimento di titoli professionali;
- per casi singoli: la grazia per chi abbia riportato una sentenza definitiva di condanna, la riduzione e commutazione delle pene pronunciate dall'autorità giudiziaria, la dilazione dell'esecuzione e l'indulto, nonché l'estinzione del procedimento penale per reati perseguibili d'ufficio(articolo 65 comma 2 lettera c della Costituzione federale in collaborazione con § 510 CPP);
- la legittimazione dei figli nati fuori del matrimonio su richiesta dei genitori.(articolo 65 comma 1 lettera d)

Diritti presidenziali derivanti da leggi federali ordinarie, è un esempio è la "sub Promotio auspiciis Praesidentis publicae" riferito agli studenti con meriti speciali da parte del presidente federale che concede un anello d'onore.

## Immunità e responsabilità

### Immunità
Ai sensi dell'articolo 63 della Costituzione federale il presidente federale gode dell'immunità, mentre è nello svolgimento delle funzioni del suo ufficio da parte delle autorità giudiziarie e altre persecuzioni. Il presidente è giudicato esclusivamente dalle autorità giudiziarie solo con l'approvazione dell'Assemblea federale.
Se le autorità giudiziaria accusa il presidente federale, deve inviare una "richiesta di estradizione" (Domanda di prosecuzione federale del presidente) al Consiglio nazionale. Gli avvocati possono appellarsi Consiglio nazionale per una delibera di un procedimento, il cancelliere federale deve immediatamente convocare l'Assemblea federale a cui spetta la decisione sull'estradizione.

### Accusa alla Corte costituzionale (la responsabilità legale)
Il Presidente federale può essere incriminato davanti alla Corte di giustizia costituzionale per "violazione della Costituzione federale" (articolo 142, comma 2 B-VG).
Per far valere questa responsabilità, l'Assemblea federale deve essere convocata dal cancelliere federale su deliberazione del Consiglio nazionale o del Consiglio federale.
Per la deliberazione con cui viene sollevata un'accusa ai sensi dell'art. 142, è richiesta la presenza di almeno la metà dei membri di ciascuna assemblea e una maggioranza di due terzi dei voti espressi.

### Deposizione (responsabilità politica)
Il presidente federale può essere revocato solo con un referendum (art. 60 comma 6 B-VG).
Il referendum dev'essere indetto, se lo richiede l'Assemblea federale. L'Assemblea federale, a tal fine, dev'essere convocata dal cancelliere se il Consiglio nazionale ha deliberato una richiesta in questo senso. Per la deliberazione del Consiglio nazionale è necessaria la presenza di almeno la metà dei membri e una maggioranza di due terzi dei voti espressi. Per effetto di una simile deliberazione del Consiglio nazionale, il presidente federale è impedito nell'ulteriore esercizio del suo ufficio. Il rifiuto della destituzione da parte del referendum vale come nuove elezioni ed ha per effetto lo scioglimento del Consiglio nazionale (art. 29, comma 1v). Anche in questo caso il presidente federale non può restare complessivamente in carica più di dodici anni.

## Legge sulla tutela penale
Il presidente federale è protetta da disposizioni speciali del diritto penale in particolare. Ciò include in particolare § 249 del Codice penale "violenza e minaccia pericolosa contro il presidente federale." Il reato è parte della sezione quindici del codice penale,"Gli attacchi alle più alte istituzioni".
Chiunque:" tenti (§ 242 comma 2), d'interrompere con la forza o gravi minacce al presidente federale o da qualche altro mezzo di coercizione per impedirgli l'esercizio dei suoi poteri in generale o in parte, è punito con la reclusione fino a dieci anni."
Inoltre, insultare il presidente federale al contrario di altri reati d'insulto non è un'accusa privata, ma un atto illecito.
Il capo dello Stato non deve comparire personalmente in qualità di procuratore, però, dare al pubblico ministero il potere d'azione penale.
Un esempio dell'applicazione della presente disposizione, è il cosiddetto "affare Dump Hump".

## Impedimento
Se il presidente non è in grado per un breve periodo di tempo (fino a 20 giorni), egli è sostituito dal cancelliere federale, dal ventunesimo giorno in poi viene rappresentato da un consiglio composto dai tre presidenti dell'Assemblea nazionale. Questo collegio rappresenta il presidente, anche con una "soluzione duratura della carica presidenziale" per affrontare (come per esempio la morte) così come nel caso di una decisione del Consiglio nazionale, l'Assemblea federale indica un referendum per la destituzione del presidente federale (art. 64 comma 4 FC-G). In attesa della modifica dell'articolo 64, comma 1-G BV 1977, il cancelliere federale viene nominato in ogni caso a rappresentare il presidente federale.